# Puschkino (Kaliningrad, Bagrationowsk, Dolgorukowo)
Puschkino (russisch Пушкино, deutsch Posmahlen, litauisch Pasmaliai) ist ein Ort in der russischen Oblast Kaliningrad. Er gehört zur kommunalen Selbstverwaltungseinheit Stadtkreis Bagrationowsk im Rajon Bagrationowsk.

## Geographische Lage
Puschkino liegt am Flüsschen Pasmar (russisch: Maiskaja) und ist zehn Kilometer von Bagrationowsk (Preußisch Eylau) entfernt. Durch den Ort führt eine Nebenstraße, die die Rajonshauptstadt und frühere Kreisstadt mit Krasnosnamenskoje (Dollstädt) und Slawskoje (Kreuzburg) verbindet und weiter bis zur russischen Fernstraße R 516 (ehemalige Reichsautobahn Berlin–Königsberg „Berlinka“) führt. Eine Bahnanbindung besteht nicht.

## Geschichte
Der früher Posmahlen genannte Ort war vor 1945 ein kleines Dorf mit einer Försterei. 1874 wurde der Ort in den neu errichteten Amtsbezirk Wogau eingegliedert, zu dem er bis 1945 gehörte. Der Amtsbezirk lag im Landkreis Preußisch Eylau im Regierungsbezirk Königsberg der preußischen Provinz Ostpreußen.
Damals bestand Posmahlen aus zwei Landgemeinden, die erst am 20. April 1881 fusionierten: Posmahlen zu Waldkeim und Posmahlen zu Wogau.
Im Jahre 1910 zählte Posmahlen 253 Einwohner. Am 30. September 1928 vergrößerte sich der Gemeindebezirk durch die Eingemeindung des Gutsbezirks Sophienberg (russisch: Sewerjanka, nicht mehr existent). So lebten 1933 395 und 1939 noch 329 Einwohner in Posmahlen.
1945 kam Posmahlen infolge des Zweiten Weltkrieges zur Sowjetunion und erhielt 1947 den im heutigen Russland sehr häufig vorkommenden Namen Puschkino. Bis etwa 1970 war der Ort Verwaltungssitz des Dorfsowjets Puschkinski selski Sowet im Rajon Bagrationowsk. Nach dessen Verlegung nach Slawskoje blieb Puschkino weiterhin Namensgeber dieses Dorfsowjets bzw. Dorfbezirks. Von 2008 bis 2016 gehörte der Ort zur Landgemeinde Dolgorukowskoje selskoje posselenije und seither zum Stadtkreis Bagrationowsk.

### Puschkinski selski Sowet/okrug 1947–2008
Der Dorfsowjet Puschkinski selski Sowet (ru. Пушкинский сельский Совет) wurde im Juni 1947 eingerichtet. Sein Verwaltungssitz war zunächst der Ort Puschkino. Anfang der 1950er Jahre wurde offenbar der Perwomaiski selski Sowet (Kavern) an den Puschkinski selski Sowet angeschlossen. Im Jahr 1954 wurde (mindestens) der Nordteil des aufgelösten Oktjabrski selski Sowet (Moritten) angeschlossen. Vor 1975 wurde der Verwaltungssitz des Dorfsowjets nach Slawskoje verlegt. Nach dem Zerfall der Sowjetunion bestand die Verwaltungseinheit als Dorfbezirk Puschkinski selski okrug (ru. Пушкинский сельский округ). Im Jahr 2008 wurden die verbliebenen sieben Orte des Dorfbezirks in die neu gebildete Landgemeinde Dolgorukowskoje selskoje posselenije eingegliedert.
| Ortsname                                                  | Name bis 1947/50                                                  | Bemerkungen |
| --------------------------------------------------------- | ----------------------------------------------------------------- | --- |
| Grigorjewo (Григорьево) seit 1992: Pobereschje            | Kissitten                                                         | Der Ort wurde 1947 umbenannt und gehörte zunächst zum Dorfsowjet Oktjabrski. Er wurde vor 1975 an den Ort Pobereschje angeschlossen.                                    |
| Gruschewka, seit 1993: Podgornoje (Подгорное)             | Seeben                                                            | Der Ort wurde 1947 umbenannt. Nachdem vor 1975 der Ort Podgornoje an Gruschewka angeschlossen worden war, wurde 1997 umgekehrt der gesamte Ort in Podgornoje umbenannt. |
| Jenino (Енино)                                            | Kreuzburg (Südteil)                                               | Der Ort wurde 1947 umbenannt und gehörte zunächst zum Dorfsowjet Oktjabrski. Er wurde 1965 an den Ort Slawskoje angeschlossen.                                          |
| Krasnoarmeiskoje (Красноармейское)                        | Sollau                                                            | Der Ort wurde 1947 umbenannt. |
| Krasnosnamenskoje (Краснознаменское)                      | Dollstädt und Vogelsang                                           | Der Ort wurde 1947 umbenannt. |
| Lermontowo (Лермонтово)                                   | Boggentin und Wogau                                               | Der Ort wurde 1947 umbenannt. |
| Lugowoje (Луговое)                                        | Klein Park und Zwangshof                                          | Der Ort wurde 1947 umbenannt und vor 1975 verlassen. |
| Malinowka (Малиновка)                                     | Glauthienen                                                       | Der Ort wurde 1947 umbenannt, gehörte zunächst zum Dorfsowjet Perwomaiski und wurde vor 1975 verlassen.                                                                 |
| Oktjabrskoje (Октябрское)                                 | Moritten                                                          | Der Ort wurde 1947 umbenannt und war zunächst der Verwaltungssitz des Dorfsowjets Oktjabrski. Der Ort wurde vor 1988 verlassen.                                         |
| Perwomaiskoje (Первомайское)                              | Kavern                                                            | Der Ort wurde 1947 umbenannt und war zunächst der Verwaltungssitz des Dorfsowjets Perwomaiski. Der Ort wurde vor 1975 verlassen.                                        |
| Pobereschje (Побережье)                                   | Schnakeinen und Neu Schnakeinen                                   | Der Ort wurde 1947 umbenannt und gehörte zunächst zum Dorfsowjet Oktjabrski.                                                                                            |
| Podgornoje (Подгорное)                                    | Kattlack und Penken                                               | Der Ort wurde 1947 umbenannt. Nachdem er vor 1976 an den Ort Gruschewka angeschlossen worden war, wurde 1997 umgekehrt der gesamte Ort in Podgornoje umbenannt.         |
| Pugatschowo (Пугачёво)                                    | Wilmsdorf                                                         | Der Ort wurde 1947 umbenannt und gehörte zunächst zum Dorfsowjet Perwomaiski. Er wurde vor 1975 verlassen.                                                              |
| Puschkino (Пушкино)                                       | Posmahlen                                                         | Verwaltungssitz bis vor 1975. |
| Salessje (Залесье)                                        | Neu Sollau                                                        | Der Ort wurde 1947 umbenannt und vor 1975 verlassen. |
| Saretschje, seit 1993: Krasnoarmeiskoje (Красноармейское) | Kilgis                                                            | Der Ort wurde 1947 umbenannt und vor 1975 an den Ort Krasnoarmeiskoje angeschlossen.                                                                                    |
| Sewerjanka (Северянка)                                    | Neu Posmahlen und Sophienberg                                     | Der Ort wurde 1950 umbenannt und vor 1975 verlassen. |
| Sidorowo (Сидорово) seit 1992: Pobereschje                | Porschkeim                                                        | Der Ort wurde 1947 umbenannt und gehörte zunächst zum Dorfsowjet Oktjabrski. Er wurde vor 1975 an den Ort Pobereschje angeschlossen.                                    |
| Slawskoje (Славское)                                      | Kreuzburg (ehem. zentraler Teil der Stadt)                        | Der Ort wurde 1947 geteilt, und bis 1965 in Slawskoje und Jenino umbenannt, gehörte zunächst zum Dorfsowjet Oktjabrski                                                  |
| Sosnowka (Сосновка)                                       | Groß Labehnen                                                     | Der Ort wurde 1947 umbenannt und gehörte zunächst zum Dorfsowjet Perwomaiski. Er wurde vor 1975 verlassen.                                                              |
| Woinowo (Воиново)                                         | Barslack und Döbnicken (ehem. Groß Döbnicken und Klein Döbnicken) | Der Ort wurde 1947 umbenannt und gehörte zunächst zum Dorfsowjet Perwomaiski. Er wurde vor 1975 verlassen.                                                              |
| Wolschskoje (Волжское)                                    | Schmerkstein und Steinhof                                         | Der Ort wurde 1947 umbenannt uns gehörte zunächst zum Dorfsowjet Perwomaiski. Er wurde vor 1975 verlassen.                                                              |
| Wyssokoje (Высокое)                                       | Tiefenthal                                                        | Der Ort wurde 1947 umbenannt und gehörte zunächst zum Dorfsowjet Perwomaiski.                                                                                           |

Der 1947 umbenannte Ort Kamenka (Krücken), der zunächst in den Puschkinski selski Sowet eingeordnet wurde, kam dann (vor 1975) zum Tschapajewski selski Sowet.

## Kirche
Die mehrheitlich evangelische Bevölkerung Posmahlens war vor 1945 in das Kirchspiel Dollstädt (heute russisch: Krasnosnamenskoje) eingepfarrt. Es gehörte zum Kirchenkreis Preußisch Eylau (Bagrationowsk) in der Kirchenprovinz Ostpreußen der Kirche der Altpreußischen Union. Letzter deutscher Geistlicher war Pfarrer Herbert Wensky (2. August 1891 – 10. September 1978), der zeitweise auch der ostpreußische Leiter der Reichsschrifttumskammer war.
Heute liegt Puschkino im Einzugsbereich der in den 1990er Jahren neu gegründeten evangelischen Dorfkirchengemeinde Gwardeiskoje (Mühlhausen). Sie ist eine Filialgemeinde der Auferstehungskirche in  Kaliningrad (Königsberg) und gehört zur Propstei Kaliningrad der Evangelisch-lutherischen Kirche Europäische Russland (ELKER).